# Eugerdella serrata
Eugerdella serrata är en kräftdjursart som beskrevs av Saskia Brix 2006B. Eugerdella serrata ingår i släktet Eugerdella och familjen Desmosomatidae. Inga underarter finns listade i Catalogue of Life.